# Deutsches Archäologisches Institut Madrid

Logo des Deutschen Archäologischen Instituts

Die Abteilung Madrid des Deutschen Archäologischen Instituts (Instituto Arqueológico Alemán) ist eine archäologische Forschungseinrichtung in Madrid, die als Abteilung dem Deutschen Archäologischen Institut (DAI) angehört, einer Bundesanstalt im Geschäftsbereich des Auswärtigen Amts.
Im Zentrum der Forschung des DAI Madrid steht die Archäologie der Iberischen Halbinsel und des westlichen Nordafrikas von der prähistorischen Zeit bis ins islamische Mittelalter. Die Abteilung Madrid besitzt eine Bibliothek, die vor allem auf das Arbeitsgebiet der Abteilung spezialisiert ist, eine der größten spezialisierten Fototheken auf der Iberischen Halbinsel, ein Archiv der wissenschaftlichen Zeichnungen sowie eine Fülle von Hilfsmitteln für die archäologische Arbeit. Der derzeitige Direktor ist Paul Scheding, der zweite Direktor Felix Arnold.

## Geschichte
Das Institut wurde auf Betreiben des Kunsthistorikers und Spezialisten für frühchristliche Archäologie, Helmut Schlunk, im Jahr 1943 gegründet. Wichtige Voraussetzungen waren dafür die Forschungen deutscher Althistoriker und Archäologen seit dem Ende des 19. Jahrhunderts in Spanien und Portugal. Zu nennen sind in diesem Zusammenhang Emil Hübner, Adolf Schulten, Hugo Obermaier, Hans Zeiss, Georg und Vera Leisner. Das Institut war zunächst mit zwei großen Bibliotheksräumen im Deutschen Kulturinstitut, damals in der Avenida del Generalísimo 35, untergebracht. Nach Kriegsende wurde die Bibliothek am 8. Mai 1945 geschlossen und genauso wie das Deutsche Kulturinstitut als früheres Reichseigentum sequestriert und der Aufsicht der spanischen Vertretung der Alliierten Kontrollkommission unterstellt. 1947 wurde die Bibliothek in das British Institute überführt, wo Helmut Schlunk jedoch vom Leiter des Institutes und englischen Kulturattachés, Walter F. Starkie, stets großzügiger Zugang gewährt wurde. Schließlich konnte das Institut 1954 wieder eröffnet werden. Dafür ist vor allem der Unterstützung angesehener spanischer Archäologen zu danken, wie Antonio García y Bellido, Antonio Beltrán Martínez und Luís Pericot, die dafür sorgten, dass bei Neueröffnung der Abteilung auch ein Prähistoriker zum Wissenschaftlerstab des Institutes gehört. Am 5. März 1954 fand die Einweihung der Abteilung in der Calle Serrano 159 in der Wohnanlage El Viso statt, wo die Abteilung bis heute in drei im Bauhausstil errichteten Häusern ansässig ist.
1982 bekam die Abteilung Madrid des Deutschen Archäologischen Instituts die Medalla al Mérito de Bellas Artes en su categoría de oro durch den spanischen König Juan Carlos I. verliehen, 2004 die Medalla de la Real Fundación de Toledo, ebenfalls durch Juan Carlos I. und die Medalla de Honor durch die Asociación Española de los Amigos de la Arqueología (Spanische Vereinigung der Freunde der Archäologie).

## Direktoren der Abteilung Madrid
Erster Direktor
- 1943–1945; 1954–1971: Helmut Schlunk
- 1971–1980: Wilhelm Grünhagen
- 1980–1994: Hermanfrid Schubart
- 1994–2004: Thilo Ulbert
- 2004–2023: Dirce Marzoli
- seit 1. November 2023: Paul Scheding[2]

Zweiter Direktor
- 1959–1961: Wilhelm Grünhagen
- 1961–1966: Rolf Nierhaus
- 1967–1980: Hermanfrid Schubart
- 1980–1994: Theodor Hauschild
- 1996–2020: Thomas G. Schattner
- seit 2021: Felix Arnold

## Die Bibliothek
Die Abteilung Madrid besitzt eine Spezialbibliothek, die vor allem auf das Arbeitsgebiet der Abteilung spezialisiert ist und damit von weltweitem Interesse ist. Die wissenschaftliche Präsenzbibliothek besitzt ca. 70.000 Bücher und über 500 laufende Zeitschriften, vor allem zu ihren Sammelschwerpunkten, der Archäologie der Iberischen Halbinsel und Marokkos von der Vorgeschichte bis zur Islamischen Epoche sowie zu Nachbardisziplinen. Der Gesamtbestand ab 1997 und Teile der älteren Bestände sind über den Bibliothekskatalog ZENON der DAI-Bibliotheken erschlossen.

## Die Fotothek
Die Fotothek der Abteilung Madrid wurde am ersten Arbeitstag nach der Wiedereröffnung des Instituts am 3. März 1954 gegründet. Mit wissenschaftlichen Nachlässen sind auch ältere Fotos und Glasnegative in die Bestände gekommen. Seit 2002 werden die Bestände digitalisiert und seit Juni 2005 über die Bilddatenbank Arachne verwaltet.

## Die Veröffentlichungen
Eine wesentliche Aufgabe des DAI Madrid besteht darin, die Kenntnisse über die archäologische Forschung der Iberischen Halbinsel und Marokkos und vor allem die eigenen Forschungsergebnisse in qualitativ hochwertigen Publikationen über das eigene Forschungsgebiet hinaus bekannt zu machen.
Die jährlich erscheinende Zeitschrift Madrider Mitteilungen steht für Beiträge von Forschern aus aller Welt in den Sprachen Deutsch, Spanisch, Portugiesisch, Englisch und Französisch offen. Sie verfolgen altertumswissenschaftliche Fragestellungen mit Schwerpunkt auf der Archäologie der Iberischen Halbinsel und Nordwest-Afrikas vom Paläolithikum bis zur Reconquista.
Vier monographische Reihen bieten der Fachwelt eine wichtige Grundlage für die Erforschung des Arbeitsgebietes des Institutes, wobei in erster Linie deutschsprachige Veröffentlichungen zum Zuge kommen. In den Madrider Beiträgen werden vor allem Grabungen und Projekte der Madrider Abteilung des Deutschen Archäologischen Instituts veröffentlicht, in den Madrider Forschungen geht es vor allem um regional übergreifende Studien, während in der Iberia Archaeologica vorwiegend Sammelwerke wie Tagungen und Einzelstudien auch von auswärtigen Forschern vorgelegt werden, die Reihe Hispania Antiqua wendet sich an ein allgemeineres Publikum, um sowohl der Fachwelt als auch interessierten Laien einen Überblick über die Archäologie der Iberischen Halbinsel vom Paläolithikum bis zur Islamischen Epoche zu vermitteln.

## Projekte und Veranstaltungen
Die aktuellen Forschungsprojekte und Veranstaltungen des DAI Madrid sind auf der Homepage des Institutes verzeichnet.
Zu den derzeitigen Feldforschungsprojekte der Abteilung gehören:
- Centcelles, spätrömische Villa und Mausoleum
- Granada, Alhambra, islamische Palastanlage
- Madinat al-Zahra, islamische Palastanlage
- Munigua, römische Stadtanlage
- Zambujal, kupferzeitliche befestigte Siedlung in Portugal

## Außenstelle Lissabon
1971 wurde in Lissabon eine Außenstelle der Abteilung Madrid eröffnet, deren Aufgabe die Durchführung und Förderung deutscher archäologischer Forschungen in Portugal war. Diese musste 1999 aus finanziellen Gründen wieder geschlossen werden. Leiter war der jeweilige 2. Direktor der Abteilung Madrid, wissenschaftliche Referentin von 1973 bis 1999 Philine Kalb. Die Bibliothek der Außenstelle ging als Dauerleihgabe an das damalige Instituto de Gestão do Património Arquitectónico e Arqueológico, heute Direção-Geral do Património Cultural (DGPC). Sie befindet sich am Sitz der DGPC im Palácio Nacional da Ajuda und wird mit Unterstützung des DAI weitergeführt. 
Seit 2009 gibt es in Lissabon eine Forschungsstelle des DAI in den Räumlichkeiten der Direcção Geral de Património Cultural.